# Burgstelle Schollenberg
Die Burgstelle Schollenberg, auch Nieder-Schollenberg im Gegensatz zu Alt-Schollenberg, oder Schloss Schollenberg, ist eine abgegangene mittelalterliche Niederungsburg bei Flaach im Kanton Zürich in der Schweiz. An ihrer Stelle steht heute ein Bauernhaus.

## Lage
Die Burgstelle liegt nördlich des Irchels an der Strasse von Flaach und Rüdlingen etwa auf halbem Weg bis zum Rhein. Das Ortszentrum von Flaach ist etwa 1,6 km entfernt. Südlich der Burgstelle liegt Berg am Irchel in etwa einem Kilometer Entfernung. Der Flaacherbach führt nördlich an der Burgstelle vorbei. An dessen nördlichem Ufer verläuft der Wanderweg von der Rheinbrücke nach Flaach.

## Geschichte

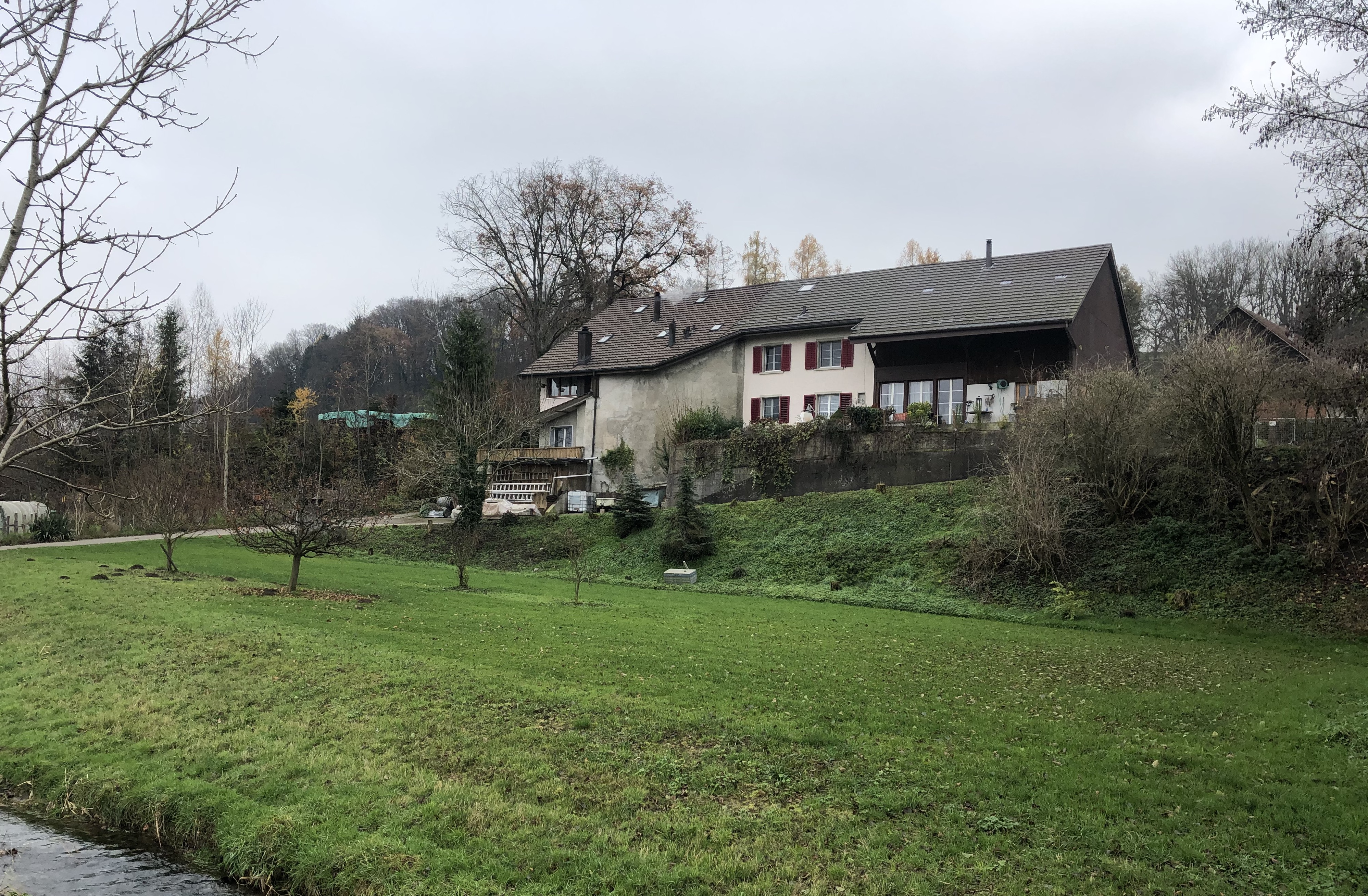
Bauernhaus Schollenberg

Die Burg diente der Bewachung des Rheinübergangs zwischen Flaach und Rüdlingen. Sie trägt ihren Namen nach dem Ministerialgeschlecht Scholle, das im Dienste der Kyburger stand und im 13. Jh. die Burg Alt-Schollenberg besass. Es wird vermutet, dass das Geschlecht identisch ist mit demjenigen der Scholl, das in der Region im 14. Jh. erwähnt wird. 1258 wird eine Familie Schollenberger genannt, die Afterlehen von der Familie Scholl hatte. Sie besass das bis Ende des 14. Jh. erwähnte Gut Nieder-Schollenberg. Die Scholl und Schollenberger sind wahrscheinlich bereits im frühen 14. Jh. ausgestorben. Die Burg wechselte darauf in den Besitz der Herren von Erzingen und 1393 in denjenigen der Herren von Tettingen. Weitere Besitzer waren die Herren von Gachnang, die Familie zum Thor aus Teufen, die Herren von Gugelberg. Im Jahre 1526 erwarb Hans von Waldkirch aus Schaffhausen die Burg und nutzte sie als Versteck für Täufer.
Die Waldkirchs erneuerten 1588 das Schloss. Dazu gehörte der Bau einer steinernen Scheune ausserhalb des Grabens südlich der heutigen Strasse, sowie der Bau einer Bogenbrücke aus Tuffstein über den Tobelbach, die im damaligen Strassenverlauf von Flaach nach Rüdlingen lag. 1734 ging das Gut an die Gemeinde Berg am Irchel. Diese trat das Schloss 1775 an Flaach ab.
Der letzte Burgherr war der Junker Georg Escher von Berg, der auch im Besitz des Schloss Eigenthal war. Bei einem Brand um 1830 wurde das Wohnhaus zerstört, sodass Escher die ganze Anlage in den Jahren 1838 und 1839 abtragen liess und ein Bauernhaus auf die Fundamentmauern setzte. 1921 wurde die ehemalige Schlosscheune nach einem Brand abgerissen. Der letzte Zeuge ist die unter Denkmalschutz stehende Tuffsteinbrücke, die in den 1960er-Jahren beinahe abgebrochen worden wäre.

## Bauwerk
Die Burg bestand aus einem rechteckigen Turm mit einem später westlich daran angebautem Wohnhaus. Östlich des Turms stand ein Riegelbau, der als Wirtschaftsgebäude diente und von einer Ringmauer umschlossen war. Südlich der Burg gab es einen grösseren Hofraum. Die Burg war nordseitig durch einen kleinen Abhang gegen den Flaacherbach geschützt, östlich von ihr war der Schutz durch den Einschnitt des Tobelbachs gewährleistet. Auf der Südseite soll ein Wassergraben, auf der Westseite ein trockener Graben den Annäherungsschutz gebildet haben.